# Soya (subprefectuur)

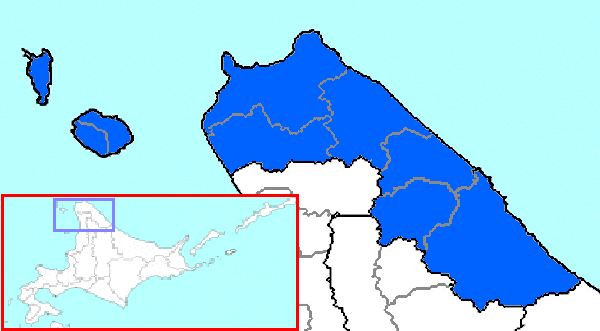
Kaart van de subprefectuur Soya.

 Soya  (Japans: 宗谷支庁,  Sōya-shichō) is een subprefectuur van de prefectuur Hokkaido, Japan. Soya heeft een oppervlakte van 4050,84 km² en een bevolking van ongeveer 75.665 inwoners (2005). De hoofdstad is Wakkanai.

## Geschiedenis
De subprefectuur werd opgericht in 1897. Op 20 oktober 1948 werd het dorp Toyotomi van het district Teshio uit de subprefectuur Rumoi bij de subprefectuur gevoegd.

## Geografie
Soya wordt begrensd door de subprefecturen Rumoi, Kamikawa en Abashiri.
De administratieve onderverdeling is als volgt:

### Zelfstandige steden (市) shi
Er is 1 stad in de subprefectuur Sōya:
- Wakkanai (hoofdstad)

### Gemeenten (郡 gun)
De gemeenten van Sōya, ingedeeld naar district:
| District | Gemeenten                            |
| -------- | ------------------------------------ |
| Sōya     | Sarufutsu                            |
| Esashi   | Hamatonbetsu - Nakatonbetsu - Esashi |
| Rebun    | Rebun                                |
| Rishiri  | Rishiri - Rishirifuji                |

### Fusies
(Situatie op 9 juli 2010) 
zie ook : Gemeentelijke herindeling in Japan
- Op 20 maart 2006 werd de gemeente Utanobori van het district Esashi aangehecht bij de gemeente Esashi.
- Op 1 april 2010 werd de gemeente Horonobe (district Teshio) van de subprefectuur Rumoi afgesplitst en aangehecht bij de subprefectuur Soya .[1]

## Vervoer
De subprefectuur heeft twee luchthavens:
- Luchthaven Wakkanai (稚内空港, Wakkanai Kūkō), een regionale luchthaven in Wakkanai.
- Luchthaven Rishiri (利尻空港, Rishiri Kūkō), een regionale luchthaven in Rishirifuji op het eiland Rishiri (利尻島, rishiritō).